# Kevin Harvick

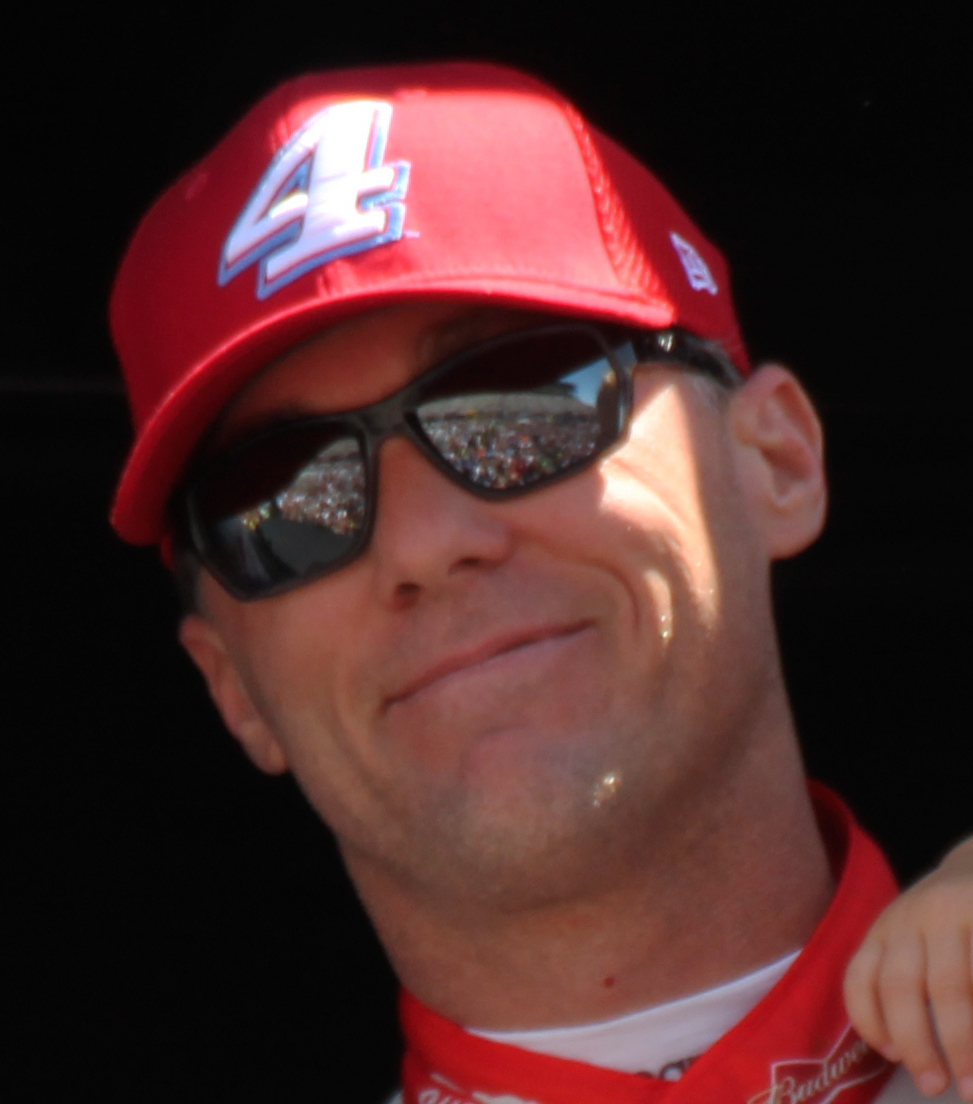
Kevin Harvick en Sonoma, 2015.

Kevin Michael Harvick (8 de diciembre de 1975, Bakersfield, California, Estados Unidos) es un piloto de automovilismo de velocidad que compite en NASCAR. Compitió desde 2001 hasta 2014 con un Chevrolet número 29 del equipo Richard Childress, y para la temporada 2014 Harvick dejó RCR para pilotar un Chevrolet y un Ford número 4 de Stewart-Haas Racing.
Resultó campeón de la categoría en 2014, subcampeón en 2015, tercero en 2010, 2011, 2013, 2017, 2018 y 2019, cuarto en 2006 y 2008, y quinto en 2003, 2020 y 2021. A noviembre de 2021, acumula un total de 58 victorias y 236 top 5. 
Entre sus victorias más importantes se encuentran las 500 Millas de Daytona del año 2007, las 600 Millas de Charlotte de 2011, las 500 Millas de Darlington de 2014, las 400 Millas de Brickyard de 2003 y 2019, las 500 Millas de Alabama de 2010, Carrera de las Estrellas de la NASCAR de 2007 y 2018 y el Clash de Daytona de 2009, 2010 y 2013. También es el piloto que más carreras ha ganado en el Phoenix, con 9 victorias.
Tiene fama de lograr victorias luego de pasar la mayor parte de la carrera lejos del pelotón de punta, lo que le valió el apodo de The Closer ("El Cerrador"). En concreto, en 12 de sus 49 victorias lideró menos del 10% de las vueltas. Un ejemplo lo podemos ver en 2010, cuando tuvo un promedio de clasificación de posición 21 y un promedio de llegada al finalizar la carrera de 8,7.
Desde 2002 hasta 2011, también fue propietario del equipo Kevin Harvick Incorporated, que compitió en las divisiones menores de la NASCAR y del que fue piloto.
Tras finalizar la temporada 2019, Kevin Harvick es el tercer piloto con más victorias uniendo las tres grandes divisiones de NASCAR con 110 victorias (49 en NASCAR Cup Series,47 en la Xfinity Series y 14 en las NASCAR Truck Series). Además es el tercer piloto con más victorias de la Xfinity Series.

## Divisiones menores
A la edad de 19 años, Harvick disputó una fecha de la NASCAR Truck Series en 1995. Al año siguiente, participó en cuatro fechas, sin arribar entre los 10 primeros en ninguna. En 1997 logró dos top 10 en 13 participaciones. En 1998 y 1999, Harvick disputó el certamen regularmente al volante de una camioneta Chevrolet; finalizó 17.º para Wayne Spears y 12.º para Jim Herrick respectivamente, acumulando 9 top 5 y 16 top 10.
También en 1998, Harvick fue campeón de la NASCAR West con cinco victorias y 11 top 5 en 14 carreras. El californiano disputó su primera carrera de la NASCAR Nationwide Series en 1999. En 2000 se convirtió en piloto regular, y terminó tercero con tres victorias.

## NASCAR Cup Series
Harvick tenía acordado disputar en 2001 algunas carreras de la Copa NASCAR, la principal categoría de stock cars del país, con la idea de convertirse en titular en el equipo Richard Childress en 2002. Sin embargo, la muerte de Dale Earnhardt durante las 500 Millas de Daytona de 2001 propició que Harvick tomara su butaca para la segunda fecha. En su primera temporada triunfó en Atlanta 1 y Chicagoland, además de obtener 16 top 10, por lo que resultó noveno y Novato del Año.
En 2002 venció nuevamente en Chicagoland pero consiguió solamente ocho top 10, por lo que se colocó 21.º en el campeonato. En 2003 venció en las 400 Millas de Brickyard y acumuló 11 top 5 y 18 top 10, de modo que finalizó quinto en el campeonato.
Continuando con el equipo de Richard Childress en 2004, el piloto obtuvo solamente cinco top 5 y 14 top 10, por lo que no ingresó a la Caza por la Copa NASCAR y finalizó 14.º. En 2005 venció en la carrera primaveral de Bristol, pero sus tres top 5 y diez top 10 le significaron repetir el 14.º puesto de campeonato.
Harvick registró seis victorias en la temporada 2006: Phoenix 1, Watkins Glen y las carreras otoñales de Richmond, New Hampshire y Phoenix. Sin embargo, fue irregular en la Caza por la Copa y acabó cuarto en la tabla general. El piloto ganó las 500 Millas de Daytona de 2007 y consiguió cuatro top 5 y 15 top 10, de modo que se colocó décimo en el campeonato.
En la temporada 2008 de la Copa NASCAR, el piloto logró siete top 5 y 19 top 10, por lo que finalizó cuarto en el campeonato. En 2009 obtuvo solamente cinco top 10 y nueve top 10, por lo que quedó relegado a la 19.ª posición final.
Harvick continuó por décima temporada consecutiva con el equipo Childress en 2010. Ganó las 500 Millas de Alabama, las 400 Millas de Daytona y las 500 Millas de Michigan. Acumuló 16 top 5 y 26 top 10 en las 36 carreras, pero quedó tercero en el campeonato, lejos de las seis victorias de Jimmie Johnson y las ocho de Denny Hamlin.
El piloto consiguió en 2011 cuatro victorias en Fontana, Martinsville, las 600 Millas de Charlotte y Richmond, así como nueve top 5 y 19 top 10. Esto le significó el cuarto puesto en la tabla general, por detrás de Tony Stewart, Carl Edwards y Hamlin.
Harvick ganó la penúltima fecha de la Copa NASCAR 2012 en Phoenix, y obtuvo cinco top 5 y 14 top 10, quedando así octavo en el campeonato.
En 2013, el piloto consiguió cuatro victorias, además de nueve top 5 y 21 top 10. Por tanto terminó tercero en la tabla general, por detrás de Johnson y Matt Kenseth, quienes lograron seis y siete victorias respectivamente.
Luego de trece temporadas con el equipo de Richard Childress, Harvick se unió al equipo Stewart-Haas Racing para la temporada 2014 de la Copa NASCAR. Logró cuatro victorias en Phoenix 1, Darlington, Charlotte y Phoenix 2, por lo que alcanzó la ronda final. En dicha ronda ganó la carrera final en Homestead, manteniendo a raya a Ryan Newman, y de esta forma se coronó campeón de la Copa NASCAR.
Harvick dominó la temporada regular de 2015, siendo el líder durante 23 carreras consecutivas (desde Las Vegas a Darlington), y al mismo tiempo ganó en Las Vegas y Phoenix. En las primeras nueve carreras logró la victoria a Dover y otros 3 top 5, lo que permitieron clasificarse a la carrera final por el campeonato en Homestead. Resultó segundo en dicha carrera, pero uno de los contendientes por el título, Kyle Busch ganó la carrera, de forma que logró el campeonato, y Harvick tuvo que quedarse con el subcampeonato.
En 2016, Harvick triunfó en Phoenix y Bristol 2, que le permitió clasificarse a la Caza. Consiguió dos victorias en las dos primeras rondas preliminares, antes de ser eliminado en la tercera ronda, y resultó octavo con 17 top 5. Al año siguiente, consiguió dos victorias, en Sonoma y Texas 2, para llegar a la ronda final de los playoffs de la Copa NASCAR, donde fue cuarto en la carrera y tercero en la final a cuatro; concluyó tercero en el campeonato con un total de 14 top 5.
2018 fue el mejor año de su carrera en números, ya que consiguió 8 victorias (Atlanta, Las Vegas 1, Phoenix 1, Dover 1, Kansas 1, New Hampshire, Míchigan 2 y Texas 2), 19 victorias de stage, 23 top 5 y 29 top 10 en las 36 carreras, el que más consiguió. Además, ganó el All-Star de la NASCAR Cup Series. Tras dominar con mano de hierro la temporada (junto a Kyle Busch), Harvick no tuvo una buena carrera en la final de la temporada en Miami y tan sólo pudo ser tercero.
En 2019 empezó la temporada siendo un piloto que acostumbraba a estar en las primeras posiciones, pero que le faltaba dar el último paso para conseguir victorias, logrando tres cuartos puestos en las primeras cinco carreras. Consiguió la primera victoria de la temporada en verano, en el New Hampshire Motor Speedway, revalidando la victoria de 2018. Durante el verano consiguió dos victorias más, en Michigan 2 y las 400 Millas de Brickyard. También consiguió la victoria en Texas 2, consiguiendo por tercer año consecutivo el billete a Homestead-Miami para luchar por el título. Finalizó la carrera en cuarto puesto, tercero entre los pilotos que luchaban por el campeonato, de modo que acabó tercero por tercer año consecutivo en la general.
En la temporada 2020, Harvick cosechó 9 victorias y 20 top 5, pero malos resultados en la tercera ronda de la postemporada, lo dejaron afuera de pelear por el título, finalizando quinto. El californiano no pudo ganar ninguna carrera en 2021, siendo su primer año sin victorias desde 2009. Fue eliminado en la segunda ronda de la postemporada, terminando quinto en el clasificador general con 10 top 10.
En 2022, Harvick pudo volver al "Victory Lane" tras más de 60 carreras sin estar en lo más alto, ganó dos veces (las dos de ellas fueron seguidas) en Míchigan y Richmond 2. Fue eliminado en primera ronda tras dos abandonos en el Southern 500 y en Kansas tras colisionar con Ross Chastain y Bubba Wallace. También fue penalizado con 100 puntos en Talladega tras fallar la inspección post-carrera.
En enero de 2023, Harvick anunció su retiro de la NASCAR Cup Series al término de la temporada 2023.

## Otras actividades
En paralelo, Harvick continuó disputando la NASCAR Nationwide Series. Fue campeón en 2001 y 2006, cuarto en 2007 y sexto en 2010, logrando 47 victorias en total. Desde 2011, el piloto compite irregularmente. También disputó un puñado de carreras de la NASCAR Truck Series cada año desde 2001, donde ha ganado 14 carreras.
El piloto disputó tres temporadas de la International Race of Champions. Acumuló una victoria y siete top 5 en 12 carreras, resultando campeón en 2002, quinto en 2003 y tercero en 2004. Asimismo, participó en las 24 Horas de Daytona de 2002 en un Chevrolet Corvette.
En enero de 2023, el piloto californiano anunció que correría dos carreras en Superstar Racing Experience.